# Den Funderske Tobaksfabrik
Den Funderske Tobaksfabrik var en dansk tobaksfabrik i Aarhus.
Fabrikken blev grundlagt 1802 af Peter Funder, som i 1826 optog sin søn Thomas Funder i virksomheden. Thomas Funder døde i 1860. Grosserer C.F.L. Galle var i 1868-69 partner i virksomheden. I 1870 opgik fabrikken i J.E. Schmalfeld's Fabrikker.
Fabrikken lå i Vestergade 29, hvor Schmalfelds fabrik flyttede over.